# سيدي عبد العزيز
سيدي عبد العزيز بلدية تابعة إقليميا إلى دائرة الشقفة ولاية جيجل.
تقع على الطريق الوطني رقم 43 الرابط بين ولاية بجاية غربا وولاية سكيكدة شرقا حيث تبعد عن مدينة جيجل عاصمة الولاية ب:27 كلم، وعن قسنطينة 100 كلم، تحادي مبانيها البحر الأبيض المتوسط وتقبع على سفح جبل سدات أراضيها السهلية رسوبية تكونت من مصب الوادي الكبير، تزين شوطئها رمال ذهبية ومزروعات خظرواتية متنوعة، أما أراضيها الجبلية فمعظمها مغطاة بأشجار الفرنان (الشجرة النتجة للفلين)، واشجار الزيتون، وبعض الفواكه-العنب، التين، الرمان، وأراضيها السهلية فمعظمها مزروعة فراولة، وطماطم صناعية، مناخها متوسطي مناظرها جميلة، مما يجعلما قبلة للمصطافين والسياح، سكانها يعتمدون على النشاطات الفلاحية وبعض المهن الحرة الخزف والنسيج، جل أبناءها يتواجدون في أغلب أنحاء الوطن وفي أوروبا، ارتفعت نسبة التعليم بين السكان إلى أكثر من 80%، تضم بها متوسطتين وثانوية بالإضافة إلى 06 ستة ابتدائيات.... كانت جبالها معقلا للثوار أثناء حرب التحرير، توجد في جهتها الشرقية مقبرة للشهداء تضم 360 شهيدا بـالجمعة بني حبيبي.
تقع 27.2كم شمال شرق ولاية جيجل علي الساحل الشرقي تحدها من الشرق بلدية خيري واد عجول من الشمال البحر الأبيص المتوسط من الغرب بلدية القنار نشفي من الجنوب بلدية الجمعة بني حبيبي وبلدية برج الطهر.

جبل سدات بسيدي عبد العزيز
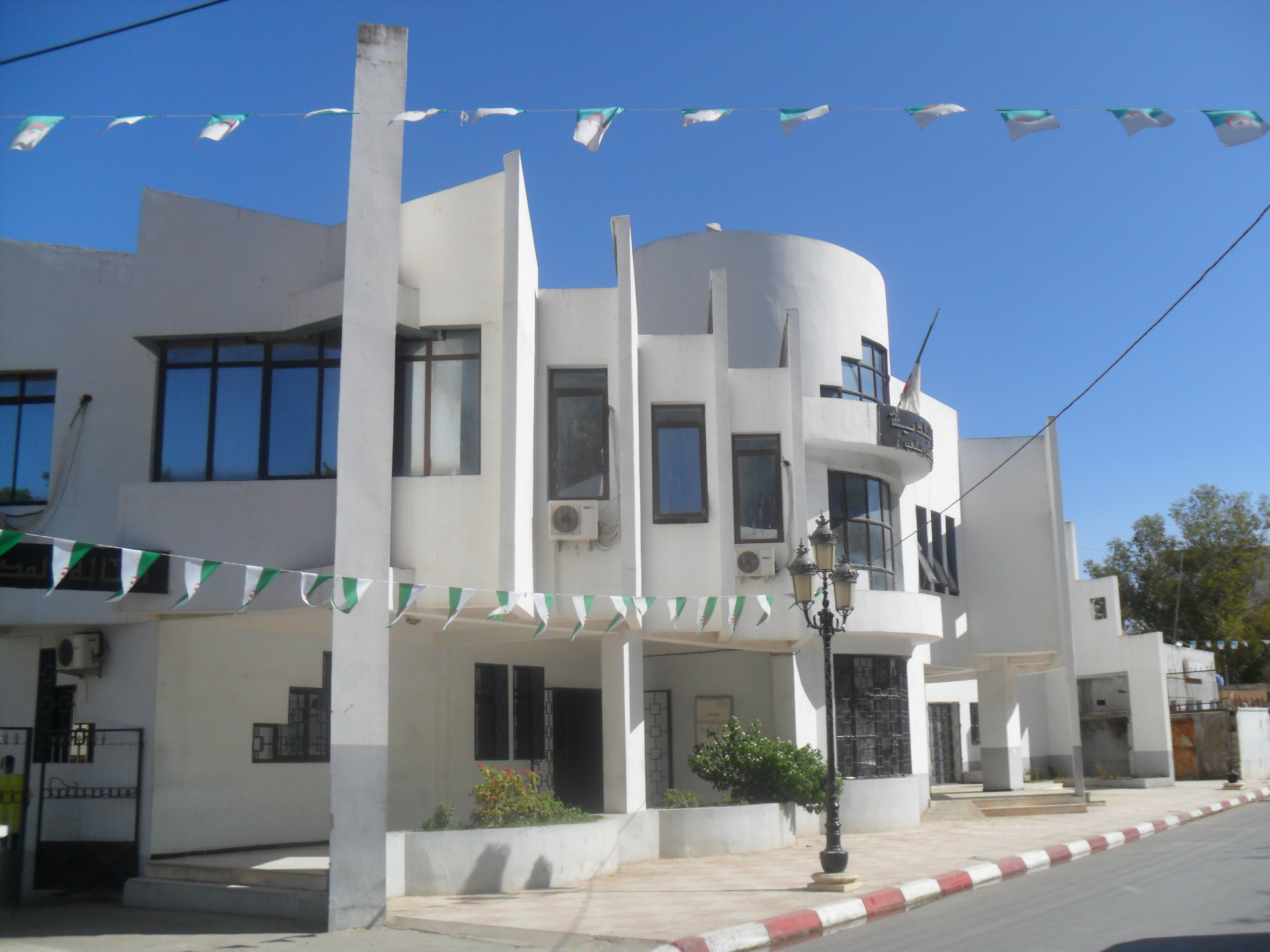
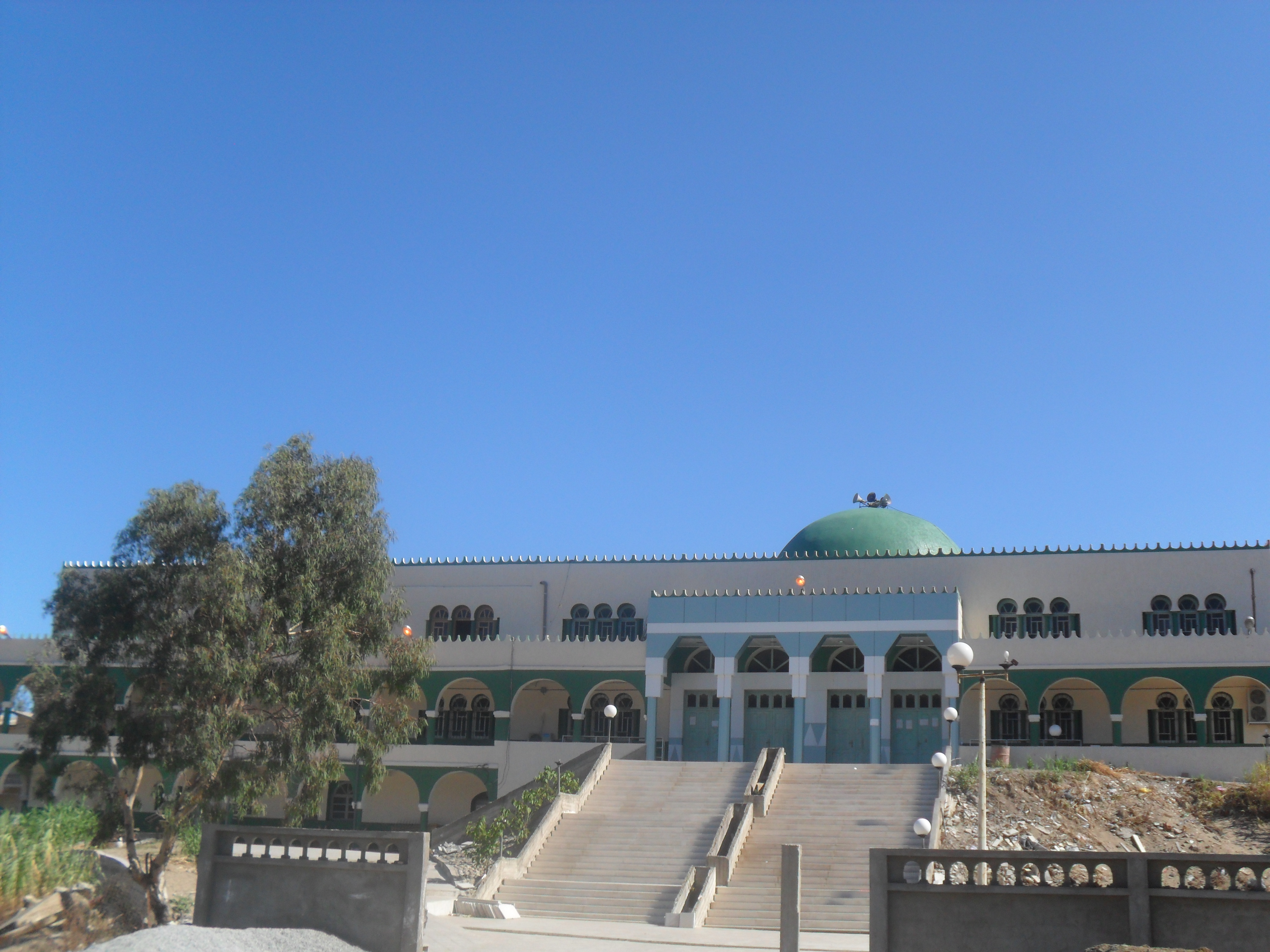